# Nora Häuptle
Nora Häuptle (9 september 1983) is een Zwitsers voetbalcoach en voormalig voetbalster.

## Carrière

### Jeugd
Häuptle begon haar carrière bij FC Steinach in 1992, na twee jaar vertrok ze naar FC Goldbach, waar ze ook twee jaar actief zou zijn. Bij FC Staad speelde ze nog één jaar in de jeugd om vervolgens overgeheveld te worden naar het eerste elftal.

### FC Staad, FFC Bern en FFC Zuchwil 05
Bij FC Staad voetbalde Häuptle zes jaar in het eerste elftal. Hierna ging ze aan de slag bij FFC Bern, een subtopper in de Zwitserse competitie. Na twee jaar vertrok ze naar FFC Zuchwil 05, waarmee ze in 2006 de nationale beker won en in 2007 de landstitel. In de zomer van 2008 vertrok ze naar het buitenland. FC Twente wordt haar nieuwe club.

### FC Twente
In de zomer van 2008 maakt Häuptle de overstap naar de Nederlandse competitie. FC Twente zocht naar versterking in de achterhoede door zware blessures voor steunpilaren Marloes de Boer en Janneke Bijl. Haar periode in Nederland bleek echter voor korte duur. Op 30 oktober werd bekend dat Häuptle ervoor koos om haar carrière in Zwitserland voort te zetten. Later werd bekend dat ze bij FC Rot-Schwarz Thun een contract tekende.

### Zwitsers elftal
Häuptle maakt als speelster van FFC Zuchwil 05 haar debuut voor het nationale elftal. Op 30 september 2007 speelde ze haar eerste interland tegen Roemenië. Häuptle stond die wedstrijd die met 2-0 verloren werd in de basis. In haar tijd bij FFC Zuchwil kwam ze tot vier interlands, waarin ze niet wist te scoren.

## Erelijst
- Zwitsers kampioen: 2007 (FFC Zuchwil 05)
- Zwitserse beker: 2006 (FFC Zuchwil 05)

## Statistieken
| Club             | Seizoen          | Competitie | Competitie | Beker  | Beker | Totaal | Totaal |
| Club             | Seizoen          | Wedstr     | Goals      | Wedstr | Goals | Wedstr | Goals  |
| ---------------- | ---------------- | ---------- | ---------- | ------ | ----- | ------ | ------ |
| FC Twente        | 2008-09          | 4          | 1          | 0      | 0     | 4      | 1      |
| Carrière totalen | Carrière totalen | 4          | 1          | 0      | 0     | 4      | 1      |

## Trainerscarrière
Nora Häuptle was de trainer van het Zwitserse U-19 nationale team voor vrouwen. Sinds 24 augustus 2020 is ze de coach van het SC Sand-team in de Duitse Bundesliga voor dames.